# کانتا گوتو
کانتا گوتو (ژاپنی: 後藤 寛太؛ زادهٔ ۵ دسامبر ۱۹۹۳) یک بازیکن فوتبال اهل ژاپن است.
از باشگاه‌هایی که در آن بازی کرده‌است می‌توان به باشگاه فوتبال سرزو اوساکا اشاره کرد.